# Serie 594 de Renfe

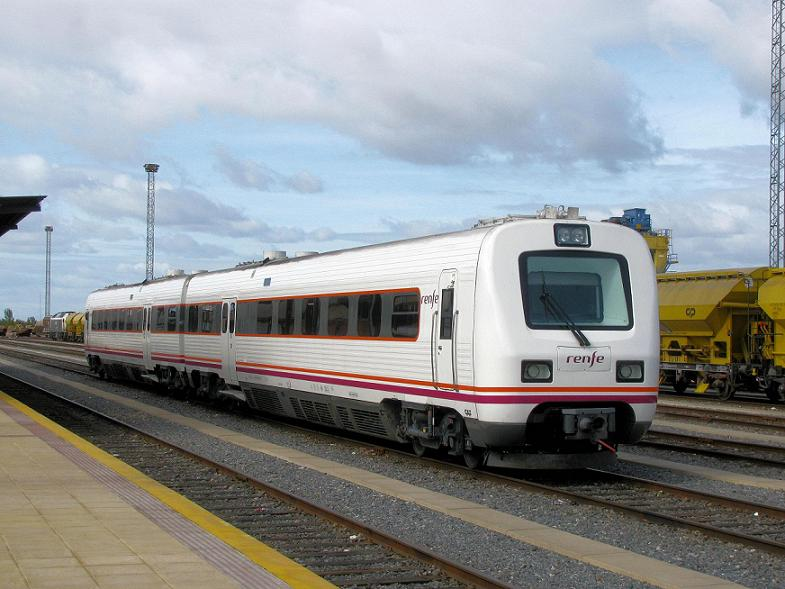
TRD reformado.

La Serie 594 de Renfe o TRD (Tren Regional Diésel) es una serie de trenes diésel especialmente diseñados para ofrecer un servicio de regionales denominado TRD. Esta serie entró en funcionamiento a finales de los 90, mejorando los servicios regionales en líneas férreas sin electrificar al tener estas unidades una velocidad máxima de 160 km/h y un equipamiento mucho más moderno que las antiguas series 592 y 593 y el sucesor de la antigua serie 597 que fueron retirados desde 1995 que es muy similar por número de coches y asientos 

## Descripción
La serie 594 está basado en el tren IC3 danés, desarrollado por ABB Scandia, compañía adquirida posteriormente por Adtranz. Hay trenes del tipo IC3 que circulan en Dinamarca (desde 1990), Israel y Suecia. La principal diferencia con éstos es que los originales están construidos como Motor-Remolque- Motor (M-R-M) y que es articulado (comparten el bogie en la unión de los coches).
La versión española fue fabricada en España bajo licencia por CAF. Su principal característica es la de disponer de un frontal neumático que permite acoplar los trenes de una forma sencilla. La cabina es abatible, permitiendo una comunicación completa entre los trenes acoplados, como si formaran un único tren. Los asientos, al contrario que en trenes regionales precedentes, son fijos, orientados la mitad en cada dirección.

## Versiones
En un principio se entregaron 16 unidades, pero más tarde se entregaron 7 nuevas con un sistema de basculación denominado SIBI (Sistema Inteligente de Basculación Integral) desarrollado por CAF, en el que es pregrabado el recorrido del tren y el sistema se anticipa a cada una de las curvas inclinando la caja de los vehículos, con lo que se logra disminuir las fuerzas centrífugas al pasar por las curvas. En las unidades que disponen este sistema y cuando este está activado, la velocidad de este tren es de Tipo D, lo que permite una aceleración en curva de 1,8 m/s²; cuando está desactivado es de Tipo A (1 m/s²). Estos trenes pueden ir acoplados en mando múltiple hasta con 5 unidades, un total de 10 coches. Tienen la peculiaridad de que aunque son unidades con cabina en ambos testeros, cuando circulan en múltiple composición los pupitres pueden abatirse hacia un lado, quedando paso totalmente diáfano entre composiciones.
Existieron también dos unidades a las que se instalaron los bogies Brava de CAF con un sistema de rodadura desplazable, con lo que estos trenes podían circular por diferentes anchos de vía. Estas unidades se usaron en el servicio entre Zaragoza-Delicias y Jaca, ya que podían aprovechar la nueva línea de alta velocidad entre Zaragoza y Huesca.
En total hay 13 unidades de la subserie 0, que son el modelo básico, 8 unidades de la subserie 100 que cuentan con el sistema de basculación SIBI y 2 más de la subserie 200 que cuentan con el sistema de bogies de rodadura desplazable (Sistema Brava).

### Reforma
Entre los años 2007 y 2008 se efectuaron en las 23 unidades una serie de reformas para mejorar su confort, se sustituyeron y se desplazaron los compresores de producción de aire situándolos bajo la caja del testero. También se reformó el interior del tren y su frontal eliminando la goma delantera conocida como zodiac, que permitía crear un pasillo para viajeros, por un carenado más aerodinámico. También se está añadiendo una zona de máquinas de autoventa, un servicio adaptado para PMR y un elevador especial en una puerta que permite subir y bajar sillas de ruedas.
No obstante, aún queda alguna unidad sin reformar.

## Servicios
Los servicios comunes realizados por este tren son denominados TRD, aunque en ocasiones prestan servicio de Regional, Regional Exprés y Media Distancia.
En Murcia, estas unidades prestan servicio de Cercanías en la línea C-2 (Murcia-Lorca-Águilas) y
Servicio de Regional (Murcia-Cartagena). Desde marzo de 2022 y por causa del cierre de las líneas anteriores para su adaptación a la alta velocidad, dejaron de prestar servicio en el sureste español, realizando su último viaje a Cerro Negro (Madrid) para su reubicacion en la red, en triple composición de tracción y sin servicio comercial, realizando el trayecto sin ninguna incidencia reseñable.
Desde septiembre de 2021 prestan servicio en la línea de Media Distancia Zaragoza-Canfranc tras la retirada de los trenes de la serie 596.